# Nathan Deal

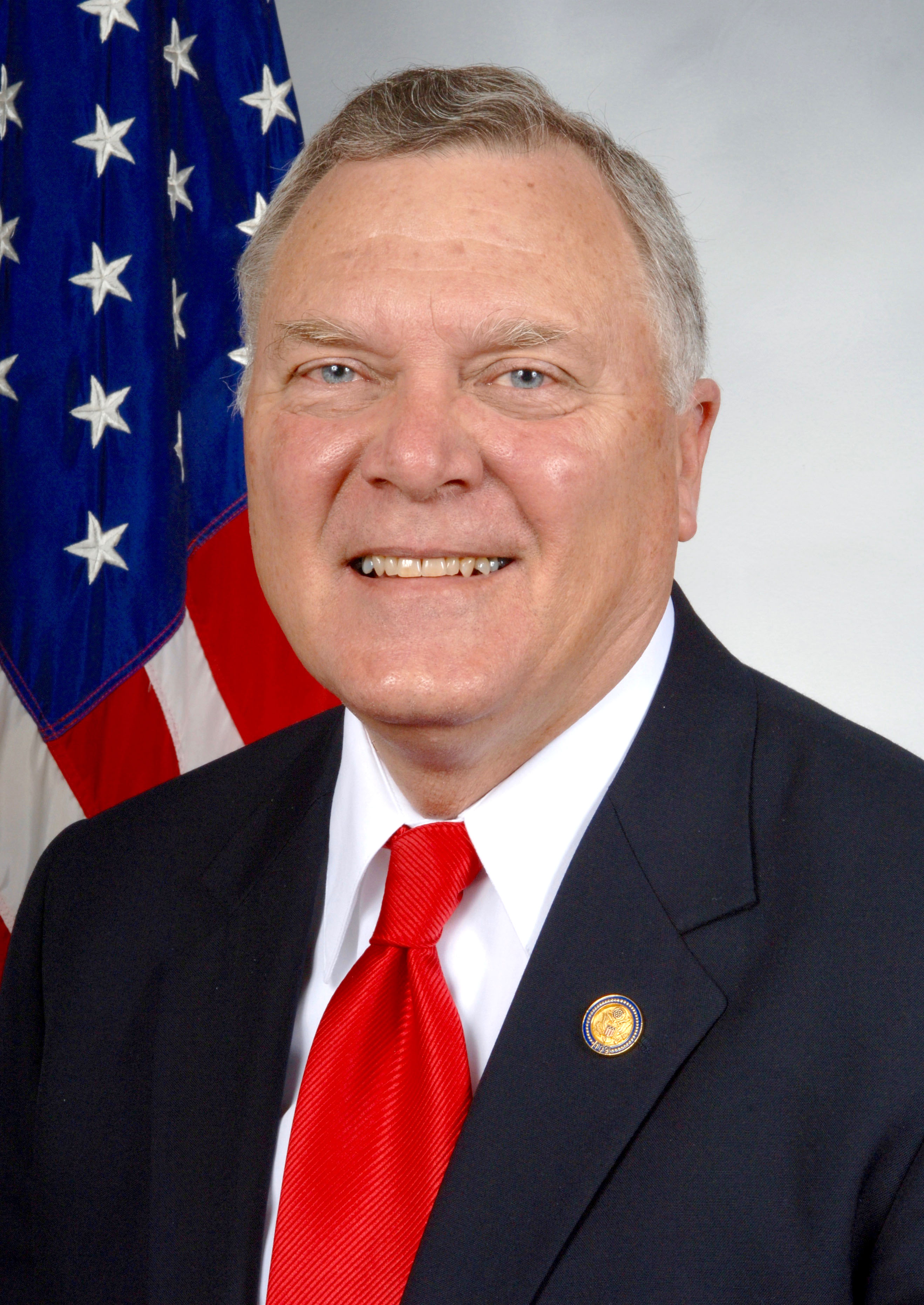
Nathan Deal

Nathan Deal là cựu thống đốc bang Georgia, Hoa Kỳ.